# Монро (окръг, Кентъки)
Вижте пояснителната страница за други значения на Монро.
Окръг Монро (на английски: Monroe County) е окръг в щата Кентъки, Съединени американски щати. Площта му е 860 km², а населението - 11 756 души (2000). Административен център е град Томпкинсвил.